# 霞町 (福島市)
霞町（かすみちょう）は、福島県福島市の町名。丁番を持たない単独町名である。郵便番号は960-8021。

## 地理
市の本庁所管にあたる中央東地域に属し、中心市街地の北部に位置する。東西は福島市道舟場町山下町線から福島市道29号杉妻町御山線（県庁通り）にかけての約190m、南北は福島市道30号曾根田三本木線から祓川北側にかけての約500～550mの台形の範囲を町域とする。北で信夫山（東から狩野、大明神）、北東で春日町、東で北から山下町と花園町、南東で松木町の北西角、南で新浜町、南西で宮下町、北西で御山町と隣接する。上町に所在する 福島警察署及び天神町に所在する福島消防署のそれぞれ管轄にあたる。

## 歴史
1940年代に従来の大字小山荒井を廃し、地番呼称変更が行われ設置された。1964年に住居表示が実施され現在に至る。

## 世帯数と人口
2021年（令和3年）10月31日現在の世帯数と人口は以下の通りである。
| 町丁 | 世帯数  | 人口  |
| ---- | ------- | ----- |
| 霞町 | 170世帯 | 339人 |

## 小・中学校の学区
市立小・中学校に通う場合、学区は以下の通りとなる。
| 番地                                       | 小学校                 | 中学校                 |
| ------------------------------------------ | ---------------------- | ---------------------- |
| 一番、二番、三番、四番、八番、九番、一〇番 | 福島市立福島第二小学校 | 福島市立福島第二中学校 |
| その他                                     | 福島市立福島第三小学校 | 福島市立福島第二中学校 |

## 交通

### 鉄道
- 域内に鉄道施設は無い。

### 道路
- 福島市道28号太平寺山口線
- 福島市道29号杉妻町御山線（県庁通り）
- 福島市道30号曾根田三本木線
- 福島市道142号旭町森合町線

### バス
福島交通路線バス
- 霞町
  - 市内循環ももりん2コース（美術館先回り）（1番ポール）
  - 市内循環ももりん１コース（大町先回り）（2番ポール）
  - メロディーバス（31番ポール）
- 附属小前

## 施設
- 福島合同庁舎
  - 総務省東北管区行政評価局福島行政評価事務所
  - 法務省仙台法務局福島地方法務局
  - 厚生労働省福島労働局
  - 厚生労働省福島労働基準監督署
- 福島市市民会館
- 福島市体育館・武道場